# Cần sa (chất kích thích)
Cần sa hay gọi ngắn là cần (phiên âm từ danh pháp Cannabis sativa) còn được gọi là marijuana/cannabis, là một loại chất tác động đến thần kinh từ cây Cannabis. Nó có thể được sử dụng cho mục đích y tế, hoặc làm chất kích thích gây ảo giác. Chất kích thích thần kinh chính của cần sa là tetrahydrocannabinol (THC), một trong 483 hợp chất đã biết trong cây này, bao gồm ít nhất 65 loại cannabinoid khác. Cần sa có thể được sử dụng bằng cách hút thuốc, hít hơi, trộn vào trong thực phẩm, hoặc như một chất chiết xuất.
Cần sa tạo tác động về tinh thần và thể chất, chẳng hạn như tạo cảm giác "phê" hoặc "bay bổng", thay đổi chung về nhận thức, tâm trạng hào hứng và làm tăng sự thèm ăn. Khởi đầu của các hiệu ứng là trong vòng vài phút khi hút thuốc, và khoảng 30 đến 60 phút khi nấu chín và ăn. Các tác dụng này kéo dài từ hai đến sáu giờ. Tác dụng phụ ngắn hạn có thể bao gồm giảm trí nhớ ngắn hạn, khô miệng, kỹ năng vận động bị suy giảm, mắt đỏ và cảm giác hoang tưởng hoặc lo lắng. Tác dụng phụ lâu dài có thể bao gồm gây nghiện, giảm khả năng tâm thần ở những người bắt đầu hút từ tuổi thanh thiếu niên, và các vấn đề hành vi ở trẻ em có mẹ sử dụng cần sa trong khi mang thai. Các nghiên cứu đã tìm thấy mối liên hệ chặt chẽ giữa việc sử dụng cần sa và nguy cơ rối loạn tâm thần, mặc dù việc này còn đang gây tranh cãi.
Cần sa chủ yếu được sử dụng như chất kích thích hoặc như một loại thuốc chữa bệnh, mặc dù nó cũng có thể được sử dụng cho các mục đích tâm linh. Trong năm 2013, từ 128 đến 232 triệu người đã sử dụng cần sa (2,7% đến 4,9% dân số toàn cầu trong độ tuổi từ 15 đến 65). Đây là loại thuốc bất hợp pháp được sử dụng phổ biến nhất trên thế giới và Hoa Kỳ. Các quốc gia có mức sử dụng cao nhất trong số những người trưởng thành vào năm 2018 là Zambia, Hoa Kỳ, Canada và Nigeria. Trong năm 2016, 51% người dân ở Hoa Kỳ đã từng sử dụng cần sa. Khoảng 12% đã sử dụng nó trong vòng 1 năm, và 7,3% đã sử dụng nó trong vòng 1 tháng.
Ghi chép sớm nhất của việc sử dụng cần sa bắt đầu từ thiên niên kỷ thứ 3 TCN. Kể từ đầu thế kỷ 20, cần sa đã bị hạn chế về mặt pháp lý. Việc sở hữu, sử dụng và bán cần sa là bất hợp pháp ở hầu hết các quốc gia trên thế giới. Cần sa dùng cho chữa trị y tế là hợp pháp ở Canada, Bỉ, Úc, Hà Lan, Đức, Tây Ban Nha và 31 tiểu bang của Hoa Kỳ. Tuy nhiên cần lưu ý: cần sa dùng trong y tế chỉ được sử dụng sau khi đã chiết xuất ra một số chất riêng biệt, và chỉ được dùng nếu có sự chỉ định và sự theo dõi của bác sĩ để tránh gây nghiện hoặc tác dụng phụ gây hại, còn việc dùng cần sa như chất kích thích thì vẫn bị các nước này cấm.

## Sử dụng

### Y tế

Tác dụng vật lý ngắn hạn chính của cần sa

Cần sa y tế, có thể đề cập đến việc sử dụng cần sa và các cannabinoid của nó để điều trị bệnh hoặc cải thiện triệu chứng; tuy nhiên, không có định nghĩa duy nhất nào. Nghiên cứu khoa học nghiêm ngặt về cần sa như một loại dược phẩm đã bị cản trở bởi các hạn chế sản xuất và các quy định khác của luật liên bang Mỹ. Có bằng chứng hạn chế cho thấy cần sa có thể được sử dụng để giảm buồn nôn và nôn trong hóa trị, để cải thiện sự thèm ăn ở những người bị nhiễm HIV/AIDS, và để điều trị đau mãn tính và co thắt cơ. Việc sử dụng nó cho các ứng dụng y tế khác là không đủ cho kết luận về an toàn hoặc hiệu quả.
Sử dụng cần sa ngắn hạn làm tăng nguy cơ của các tác dụng phụ nhỏ và lớn của chất này. Các tác dụng phụ thường gặp bao gồm chóng mặt, cảm thấy mệt mỏi và nôn mửa. Những ảnh hưởng lâu dài của cần sa không rõ ràng. Các mối quan tâm bao gồm các vấn đề về trí nhớ và nhận thức, nguy cơ nghiện, tâm thần phân liệt ở người trẻ tuổi, và nguy cơ dùng nhầm cần sa ở trẻ em.

### Dùng làm chất kích thích

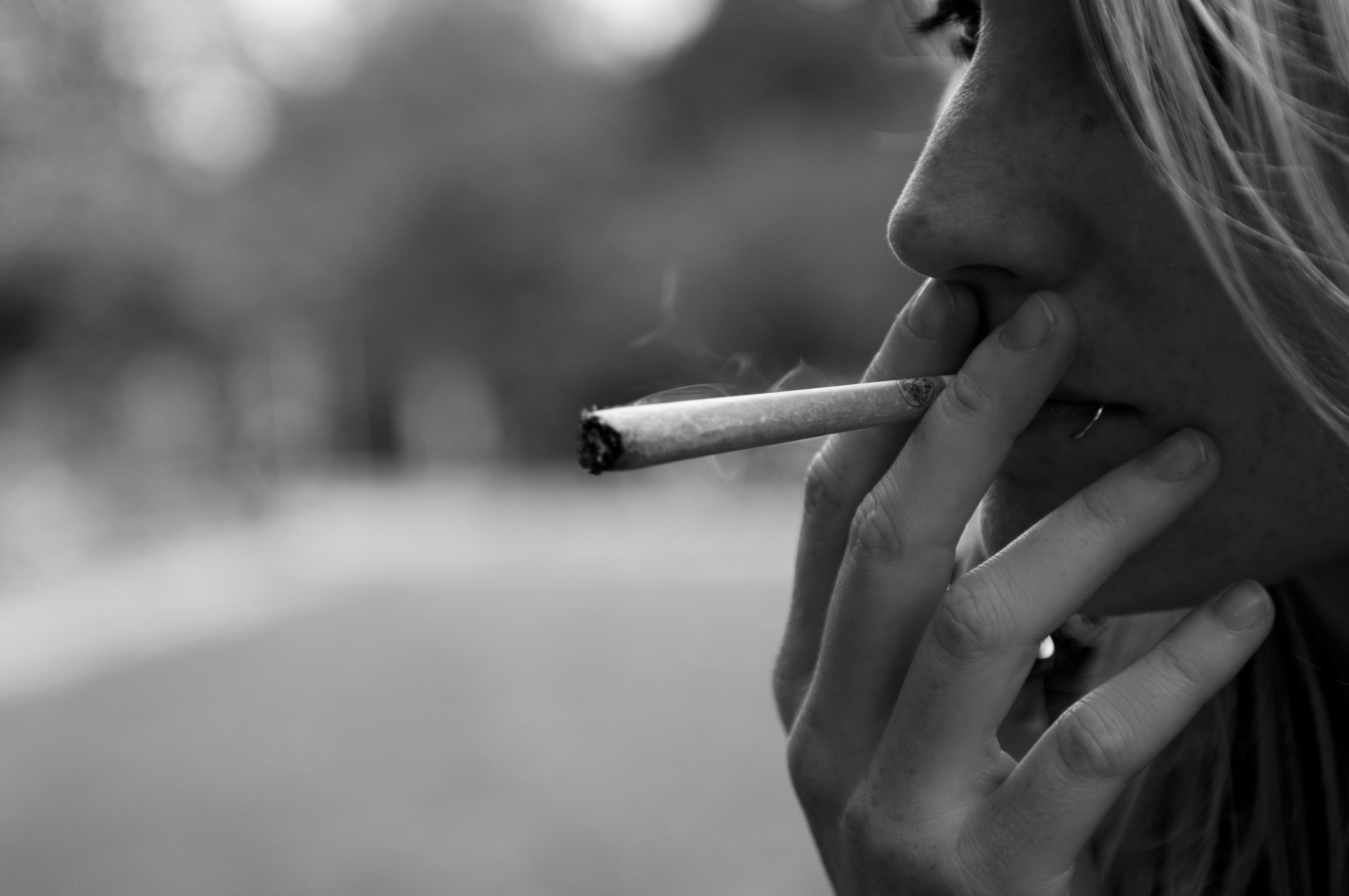
Một phụ nữ hút cần sa

Cần sa có tác dụng lên tâm thần và sinh lý khi sử dụng. Các hiệu ứng mong muốn ngay lập tức từ việc tiêu thụ cần sa bao gồm gây thư giãn và hưng phấn (cảm giác "hưng phấn" hoặc "bay bổng"), một sự thay đổi chung về nhận thức có ý thức, tăng nhận thức về cảm giác, tăng ham muốn tình dục và biến dạng trong nhận thức về thời gian và không gian. Ở liều cao hơn, các hiệu ứng có thể bao gồm thay đổi hình ảnh cơ thể, thính giác và/hoặc ảo tưởng thị giác, giả mạc và mất điều hòa do suy giảm chọn lọc phản xạ polysynaptic. Trong một số trường hợp, cần sa có thể dẫn đến các trạng thái phân ly như cảm giác tách rời khỏi cơ thể và cảm giác tách rời khỏi thực tế.
Một số tác dụng phụ không mong muốn ngay lập tức bao gồm giảm trí nhớ ngắn hạn, khô miệng, kỹ năng vận động bị suy giảm và đỏ mắt. Ngoài sự thay đổi chủ quan trong nhận thức và tâm trạng, các tác dụng về thể chất và thần kinh ngắn hạn phổ biến nhất bao gồm tăng nhịp tim, tăng sự thèm ăn và tiêu thụ thức ăn, hạ huyết áp, suy giảm trí nhớ ngắn hạn và làm việc, khả năng lái xe và khả năng tập trung.
Một số người dùng có thể trải qua một giai đoạn rối loạn tâm thần cấp tính, thường giảm sau sáu giờ, nhưng trong một số ít trường hợp, người dùng nặng đô có thể có các triệu chứng kéo dài liên tục trong nhiều ngày. Chất lượng cuộc sống giảm đi kèm với việc sử dụng cần sa quá mức, mặc dù mối quan hệ không nhất quán và yếu hơn so với thuốc lá và các chất khác. Tuy nhiên, vẫn chưa rõ ràng mối quan hệ trên có là nguyên nhân và hiệu quả hay không.

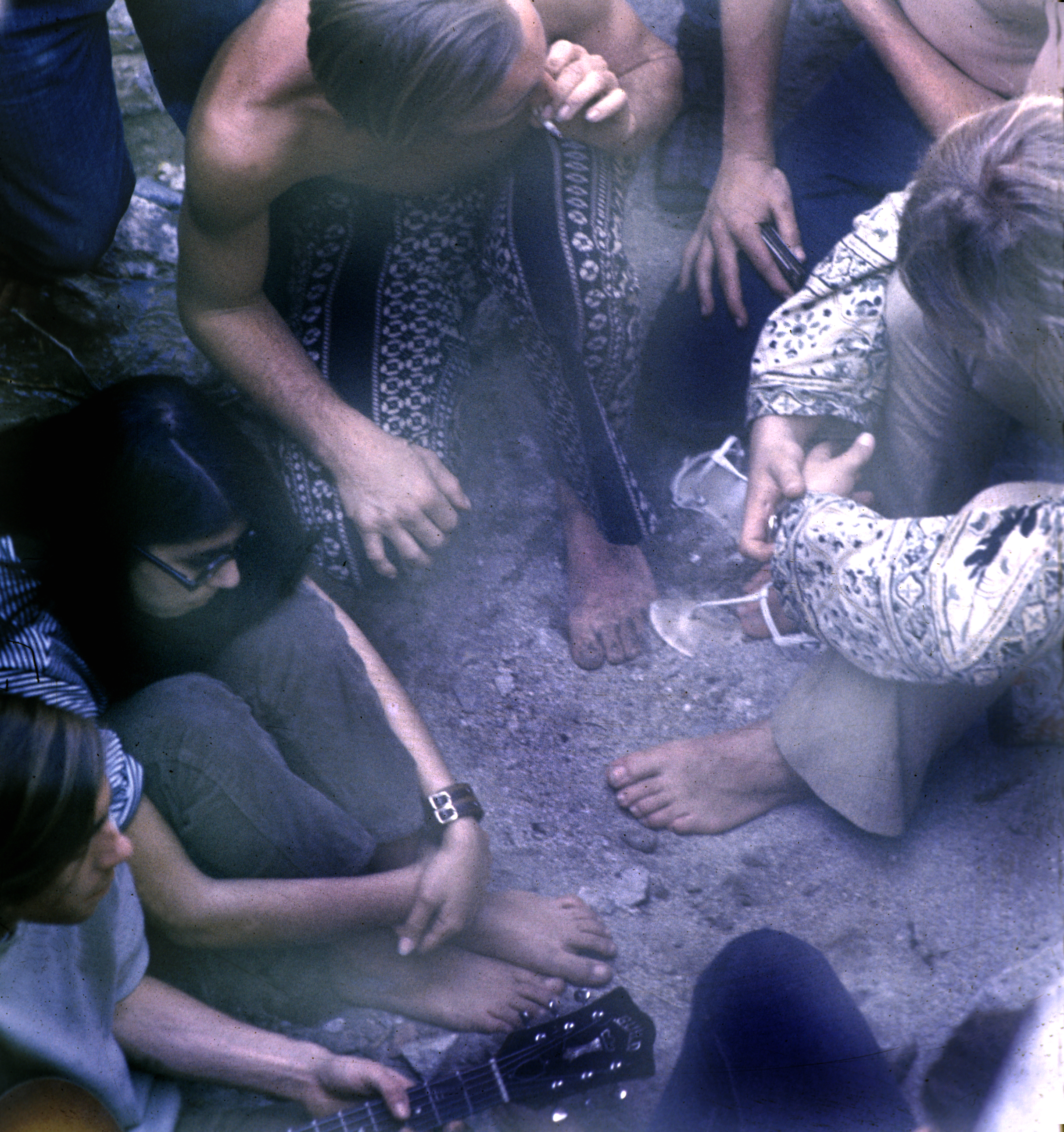
Hút chung một điếu cần sa

Vào ngày 17 tháng 10 năm 2018, Canada đã hợp pháp hoá cần sa để sử dụng cho người lớn với mục đích giải trí, khiến nước này trở thành quốc gia thứ hai trên thế giới thực hiện điều đó sau Uruguay và là quốc gia G7 đầu tiên hợp pháp hóa cần sa. Hệ thống sản xuất được cấp phép của Canada có thể trở thành tiêu chuẩn vàng trên thế giới để sản xuất cần sa an toàn, bao gồm các điều khoản cho ngành công nghiệp cần sa tăng trưởng, nơi mà có nhiều cơ hội để thử nghiệm với các chủng loại cần sa khác nhau. Các luật sử dụng khác nhau giữa các tỉnh bao gồm giới hạn độ tuổi, cấu trúc bán lẻ và trồng cần sa tại nhà.

### Tâm linh

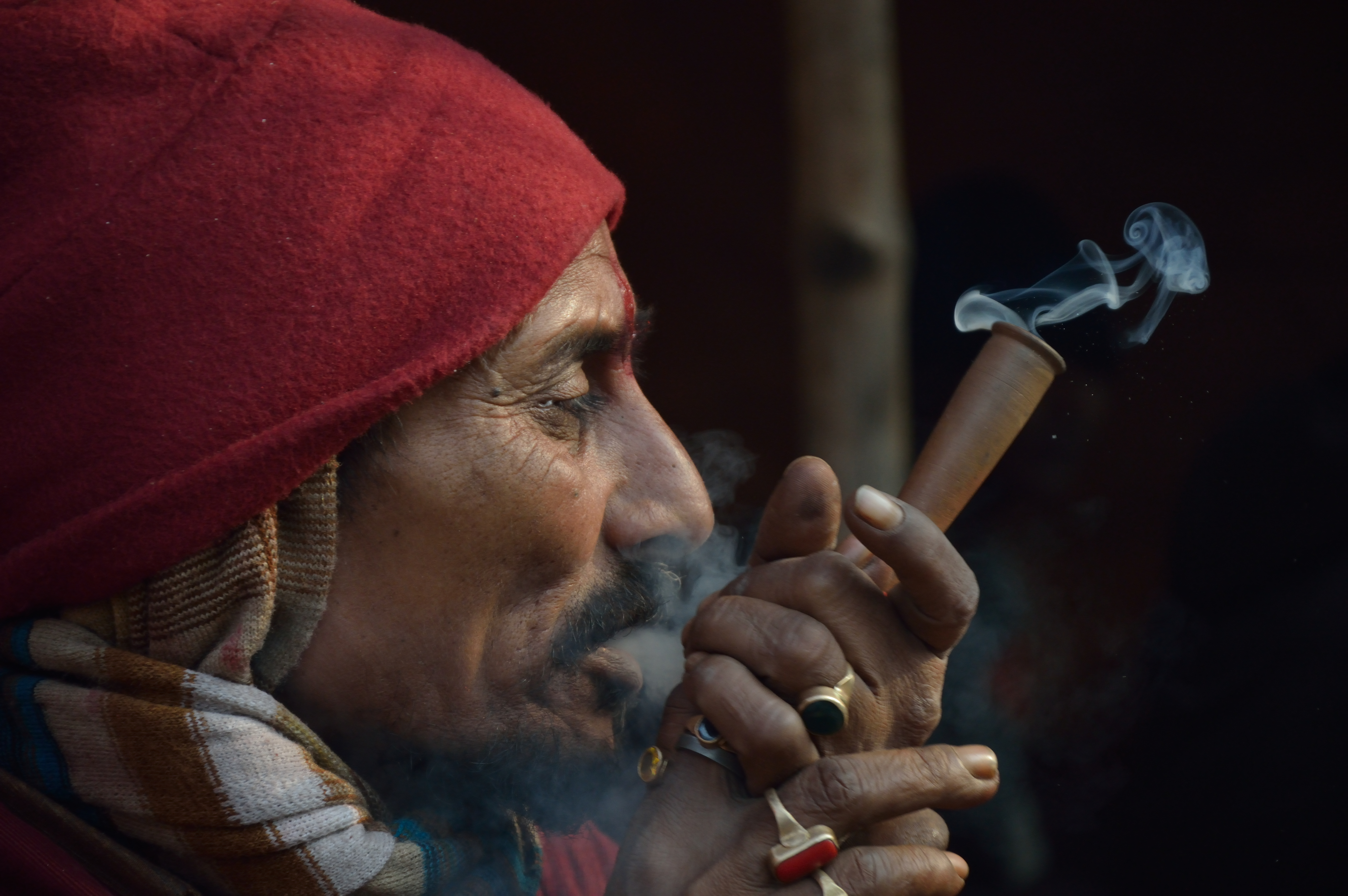
Một người Hindu hút cần sa tại Kolkata.

Cần sa giữ vai trò nghi lễ trong một số tôn giáo. Nóđược sử dụng như entheogenic - một chất hóa học được sử dụng trong một bối cảnh tôn giáo, shaman hoặc tâm linh - ở tiểu lục địa Ấn Độ kể từ thời kỳ Vệ Đà có niên đại khoảng 1500 TCN, nhưng cần sa có thể đã được dùng từ năm 2000 TCN. Một số tài liệu tham khảo trong thần thoại Hy Lạp cho một loại thuốc mạnh mẽ với tác dụng loại bỏ nỗi đau khổ và nỗi buồn. Herodotus đã viết về các thực hành nghi lễ sớm của người Scythia, được cho là đã xảy ra từ thế kỷ thứ 5 đến thế kỷ thứ 2 TCN. Trong văn hóa hiện đại, việc sử dụng cần sa trong tâm linh đã được truyền bá bởi các môn đồ của phong trào Rastafari, vốn sử dụng cần sa làm bí tích và là một sự trợ giúp cho thiền định. Các tác phẩm sớm nhất viết về vai trò tế lễ của cần sa ở tiểu lục địa Ấn Độ đến từ Atharva Veda ước tính đã được viết vào khoảng năm 2000–1400 TCN.

### Các cách sử dụng

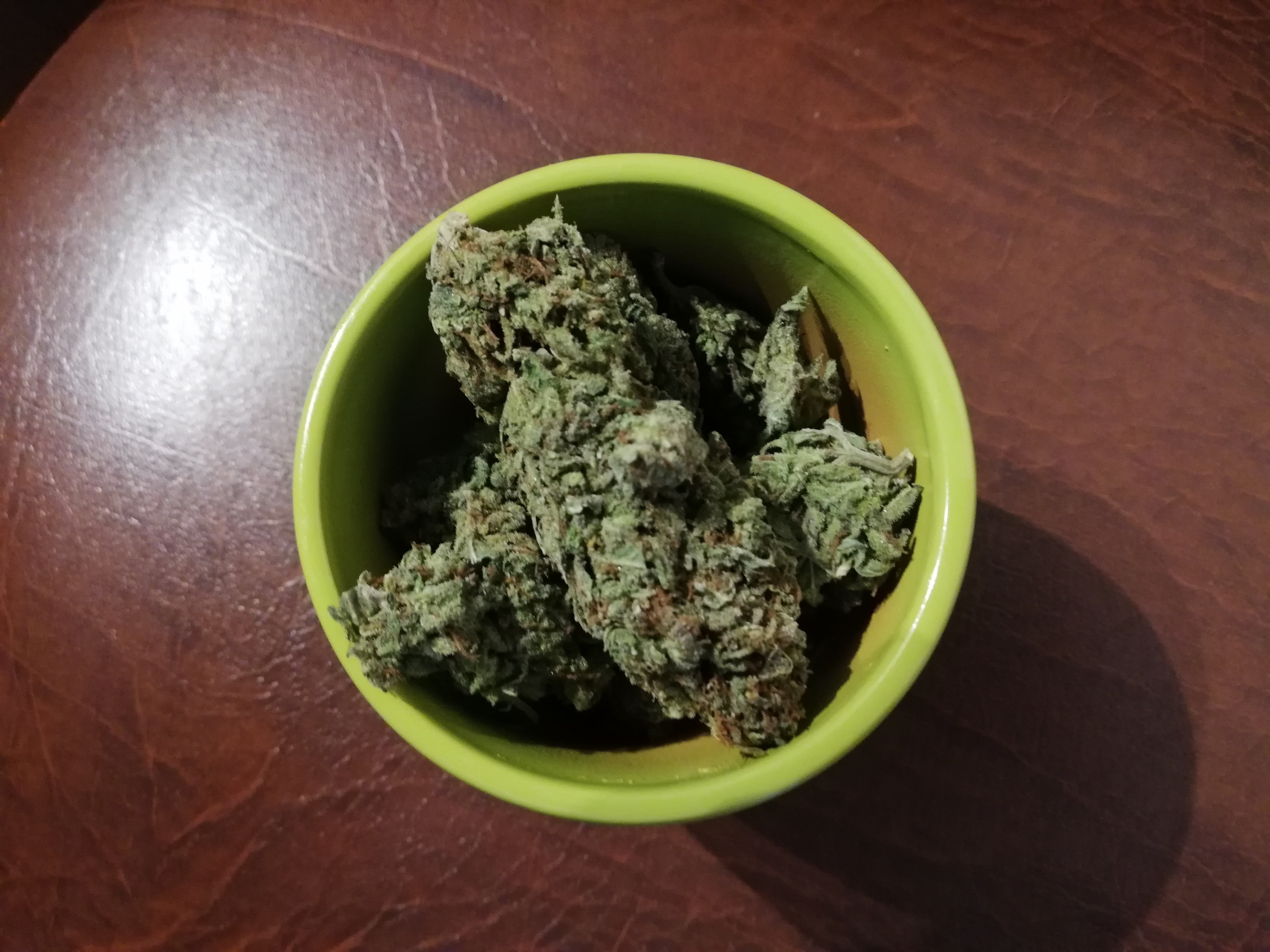
Marijuana

Cần sa có thể sử dụng theo nhiều cách:
- hút (còn được nói lái thành hất cùn), thường bao gồm việc đốt cháy và hít các cannabinoid bốc hơi ("khói") từ ống nhỏ, bong (phiên bản di động của hookah với ngăn chứa nước), quấn giấy hoặc quấn lá thuốc lá thô, và các vật dụng để hút khác.[55]
- nhai
- hít khí bay hơi[56], do nhiệt làm chất bay hơi mà không làm cháy lá.[57]
- uống trà cần sa, với hàm lượng nhỏ cho THC ít tan trong nước.[58] Trước tiên cho chất béo bão hòa như sữa vào trà, sau đó cho cần sa vào.[59]
- đưa vào thực phẩm làm thức ăn
- viên nhộng, thường chứa dầu cần sa và các sản phẩm bổ sung chế độ ăn uống khác, với 220 sản phẩm viên nhộng được phê duyệt tại Canada vào năm 2018[30]

## Tác dụng phụ

Các chuyên gia nghiện về tâm thần học, hóa học, dược lý, khoa học pháp y, dịch tễ học, và cảnh sát và các dịch vụ pháp lý tham gia Phương pháp Delphi liên quan đến 20 loại thuốc giải trí phổ biến. Cần sa được xếp thứ 11 về sự lệ thuộc, thứ 17 về tổn hại về thể chất và thứ 10 về tổn hại cho xã hội.

### Ngắn hạn
Các tác động cấp tính có thể bao gồm lo lắng và hoảng loạn, suy giảm khả năng chú ý và trí nhớ, tăng nguy cơ mắc các triệu chứng loạn thần,  không có khả năng suy nghĩ rõ ràng và tăng nguy cơ tai nạn. Cần sa làm suy yếu khả năng lái xe của một người và THC là loại thuốc bất hợp pháp thường thấy nhất trong máu của những người lái xe có liên quan đến tai nạn xe cộ. Những người mắc THC trong hệ thống của họ có khả năng gây ra tai nạn cao gấp ba đến bảy lần so với những người không sử dụng cần sa hoặc rượu, mặc dù vai trò của nó không nhất thiết là nguyên nhân vì THC tồn tại trong máu từ vài ngày đến vài tuần sau đó nhiễm độc. 
Theo Bộ Y tế và Dịch vụ Nhân sinh Hoa Kỳ, đã có 455.000 lượt thăm phòng cấp cứu liên quan đến việc sử dụng cần sa trong năm 2011. Những thống kê này bao gồm các chuyến thăm trong đó bệnh nhân được điều trị cho một tình trạng gây ra bởi hoặc liên quan đến việc sử dụng cần sa gần đây. Việc sử dụng thuốc phải được "liên quan" trong chuyến thăm khoa cấp cứu, nhưng không cần phải là nguyên nhân trực tiếp của việc phải đi cấp cứu. Hầu hết các lần đi bệnh viện cấp cứu ma túy bất hợp pháp liên quan đến nhiều loại thuốc. Trong 129.000 trường hợp, cần sa là loại thuốc có liên quan duy nhất.
Tác dụng ngắn hạn của cần sa có thể được thay đổi nếu nó được tẩm thuốc phiện như heroin hoặc fentanyl. Các loại thuốc được thêm vào có nghĩa là để tăng cường các đặc tính tâm sinh lý, thêm trọng lượng của nó và tăng lợi nhuận, mặc dù nó cũng làm nguy cơ quá liều tăng lên. 

### Dài hạn
Sử dụng liều cao, lâu dài với cần sa có thể gây hậu quả về mặt sinh học, tinh thần, hành vi và sức khỏe xã hội và có thể "liên quan đến các bệnh về gan (đặc biệt là viêm gan C cùng tồn tại), phổi, tim và mạch máu". Nên ngừng sử dụng cần sa trước và trong khi mang thai vì nó có thể dẫn đến kết quả tiêu cực cho cả mẹ và bé. Tuy nhiên, việc sử dụng cần sa của mẹ trong thai kỳ dường như không liên quan đến cân nặng khi sinh thấp hoặc sinh sớm sau khi kiểm soát việc sử dụng thuốc lá và các yếu tố gây nhiễu khác. Một đánh giá năm 2014 cho thấy rằng trong khi sử dụng cần sa có thể ít gây hại hơn so với sử dụng rượu, khuyến nghị thay thế nó cho việc uống rượu là sớm mà không cần nghiên cứu thêm. Các cuộc điều tra khác nhau được thực hiện giữa năm 2015 và 2019 cho thấy nhiều người sử dụng cần sa thay thế nó bằng thuốc theo toa (bao gồm cả opioid), rượu và thuốc lá; hầu hết những người sử dụng nó thay cho rượu hoặc thuốc lá đều giảm hoặc ngừng uống rượu và thuốc lá.

## Hậu quả về sức khỏe
Cần sa là một trong những chất kích thích bị cấm mà được dùng nhiều nhất, 49% người Mỹ đã thử qua một lần. Tuy nhiên, ngành y tế lại dùng chiết xuất của nó với một liều lượng thích hợp để chữa bệnh. Chính vì vậy cho nên phải cần biết về những hậu quả khi sử dụng trái phép cần sa làm chất kích thích.

### Ảnh hưởng đến tinh thần
Sử dụng cần sa tạo cho người dùng cảm giác hưng phấn và thư giãn, đa số cảm thấy tinh thần lên cao. Nó cũng làm giảm sự tập trung và gây ảnh hưởng không tốt đến trí nhớ, đồng thời có thể làm người dùng cảm thấy mất phương hướng. Người mới dùng lần đầu hoặc dùng quá nhiều có thể có những cảm giác lo sợ, bồn chồn hoặc ý nghĩ hoang tưởng. Đôi khi có người như bị man dại, loạn trí, trầm buồn nhất là những người có rắc rối về tâm lý.

### Ảnh hưởng đến cảm nhận
Do cảm giác hưng phấn, cannabis cũng gây ra những thay đổi về cảm nhận. Màu sắc sẽ thấy tươi sáng hơn, nhạc nghe du dương hơn, cảm xúc sâu sắc và nhiều ý nghĩa hơn. Cảm nhận về không gian bị bóp méo và cảm nhận về thời gian bị sai đi, làm cho có cảm tưởng là thời gian cảm nhận chậm hơn giờ đồng hồ. Ngoài ra việc dùng cannabis với lượng cao có thể gây ra ảo giác.

### Loạn tâm thần
Giáo sư Mỹ Asaf Keller, qua cuộc nghiên cứu của Trường Y Đại học Maryland, mà đã được công bố trên tạp chí chuyên môn Dược học tâm thần («Neuropsychopharmacology»), nói rằng việc sử dụng cần sa thường xuyên ở thời thiếu niên, chứ không phải ở độ tuổi trưởng thành, có thể gây tổn hại lâu dài cho chức năng não và khả năng nhận thức. Ông khẳng định việc sử dụng cần sa thường xuyên ở thời thiếu niên làm tăng nguy cơ bị các rối loạn tâm thần, chẳng hạn như bệnh tâm thần phân liệt.
Mặc dù riêng cần sa không phải nguyên nhân, nhưng nó có thể là một yếu tố góp phần gây ra rối loạn tâm thần, đặc biệt là khi kết hợp với một người dùng mẫn cảm. Hút cần sa ở mức cao hơn và tăng tần số sử dụng, và tiếp xúc từ rất sớm mang lại nguy cơ cao làm phát triển hoặc làm trầm trọng thêm các chứng rối loạn tâm thần. Có khả năng là hai hoạt chất chính của cần sa, delta-9-tetrahydrocannabinol (THC) và cannabidiol (CBD) đã gây tác dụng đối với khu vực trung tâm của não để đối phó với những tác động tâm lý bất lợi của THC.

### Khả năng lái xe
Cần sa làm rối loạn sự nhận thức và kéo dài thời gian phản ứng, dễ đưa tới tai nạn xe cộ. Vì vậy, cần sa bị cấm sử dụng khi lái xe và lái máy bay, hoặc những hoạt động phức tạp hơn.

### Gây nghiện
Cần sa có tính gây nghiện thấp hơn các chất kích thích khác như thuốc lá, rượu chè,Heroin, Cocaine, ma túy đá... Những phản ứng khi ngừng sử dụng thuốc cũng được đánh giá là khá yếu (không gây vật vã đau đớn). Do bản thân cần sa không chứa chất gây nghiện như nicotine hoặc opiate nên cần sa được coi là không gây nghiện về mặt thể xác, nhưng có thể gây nghiện về mặt tâm lý. Các nghiên cứu cho rằng khoảng 10-20% của những người đã từng sử dụng cần sa, và khoảng 33-50% những người sử dụng cần sa hàng ngày có các triệu chứng mắc nghiện cần sa
Ngày càng có nhiều nghiên cứu thấy rằng cần sa có tính gây nghiện. Người sử dụng cần sa thường sau một thời gian sẽ gặp tình trạng lệ thuộc cần sa. Khi thí nghiệm, cả động vật và con người đều có triệu chứng về thể chất và tâm lý do mắc nghiện cần sa, bao gồm kích thích, bồn chồn, bớt hứng thú ăn, mất ngủ, buồn nôn và khao khát mãnh liệt. Các nghiên cứu với người dùng Việc tăng liều dùng cần sa (nhờn kích thích) cũng diễn ra nhanh chóng. Người hút cần sa thường xuyên cần liều cao hơn 8 lần để có được hiệu ứng giống như người dùng không thường xuyên. Các nghiên cứu với người dùng cần sa cho thấy, điểm cao của cơn ghiền là 2, 3 ngày đầu và ngoại trừ mất ngủ từ ngày thứ 6 họ cảm thấy dễ chịu trở lại.

### Ảnh hưởng nội tạng

#### Ảnh hưởng đến hệ hô hấp
Hiệp hội phổi Hoa Kỳ khuyến cáo không nên hút cần sa do khói cần sa có thể gây ảnh hưởng xấu đến phổi như là hút thuốc lá (không có Nicotine). Chưa có nghiên cứu chỉ rõ tác hại khi hút cần sa có hơn khi hút các chất khác không. Tuy vậy, ảnh hưởng của khói cần sa lên phổi là không thể phủ nhận. Trong cần sa cũng có những hóa chất có thể gây ung thư phổi như trong thuốc lá. Vì vậy bác sĩ khuyến cáo nên sử dụng cần sa bằng thiết bị vaporizer hoặc qua đường tiêu hóa. 
Giống như khi hút bất cứ loại khói nào, ngoài gây viêm phế quản mãn tính, làm hẹp đường thở, cần sa còn làm cho máu người hút chứa hàm lượng rất cao khí độc carbon monoxide (CO). Ngoài ra khi sử dụng cần sa không có đầu lọc, kèm theo việc người hút thường hít mạnh hơn, giữ khói lâu hơn trong phổi, sẽ gây những ảnh hưởng xấu. Dùng 1 điếu cần sa, hàm lượng khí CO (một loại khí độc) có trong máu người hút cao bằng hoặc hơn so với hút 5 điếu thuốc lá

#### Ảnh hưởng đến sinh dục
Một số người tin rằng cần sa kích thích tình dục, nhưng nó thực sự có thể làm giảm khả năng tình dục và testosterone.
Theo một nghiên cứu mới công bố năm 2012 trên tạp chí Ung thư của Mỹ, có mối liên hệ giữa việc sử dụng cần sa và nguy cơ mắc ung thư tinh hoàn. Nghiên cứu cho biết khi được hỏi về việc đã từng sử dụng cần sa hay chưa, số người bị ung thư tinh hoàn trả lời là "có" gấp đôi những người không bị Hiện nay, gần như người ta biết rõ trong cần sa chứa những chất gì. Có một số chất chính gọi là cannabinoid đã được tìm thấy, như tetrahydrocannabinol (THC) và cannabinol.

#### Ảnh hưởng đến sinh sản
Trong một nghiên cứu vào năm 2003, những người hút cần sa thường xuyên có những vấn đề nghiêm trọng về sức khỏe sinh sản. Nhiều thử nghiệm cho thấy nam giới hút cần sa lâu ngày sẽ bị giảm lượng testosterone (nội tiết tố sinh dục nam) trong máu; khối lượng tinh hoàn, sự sinh tinh trùng và khả năng sinh dục cũng giảm.
Khi thử nghiệm trên súc vật cái như chuột, thỏ, khỉ, THC ức chế sự phóng noãn (rụng trứng). Đối với phụ nữ hút cần sa thường xuyên, họ sẽ có một lượng nhỏ chất lỏng THC ở các cơ quan sinh sản, bao gồm âm đạo gây khó khăn cho việc tinh trùng được thụ tinh thành công. Theo các chuyên gia, tinh trùng thâm nhập vào ống âm đạo khi bị kích thích bởi các hợp chất trong cần xa có tên tetrahydrocannabinol (THC) sẽ di chuyển chậm lại, khó tiếp cận với trứng và xâm nhập vào trong trứng để thụ tinh.
Ngoài vấn đề về khả năng sinh sản, cần sa được cho là có liên quan đến cân nặng thấp của trẻ sơ sinh, các vấn đề về hành vi, phát triển kém, bất thường về thể chất, chỉ số IQ thấp hơn, ngôn ngữ và trí nhớ kém. Một nghiên cứu được tiến hành bởi các nhà nghiên cứu tại Đại học Minnesota xuất bản tháng 5 năm 1989 trong tạp chí Ung thư, cho thấy rằng thai nhi có mẹ hút cần sa bị tăng nguy cơ mắc bệnh bạch cầu. Đàn bà có thai mà hút nhiều cần sa thì sanh non, con nhẹ ký, thân ngắn, đầu nhỏ, lớn lên kém tập trung. Mẹ hút, cho con bú thì chất THC từ sữa truyền sang làm ảnh hưởng không tốt tới các cử động bắp thịt của con.

#### Ảnh hưởng đến bệnh ung thư
Cần sa có thể kích hoạt một số tế bào miễn dịch được cho là có nguy cơ gây ra ung thư. Tuy vậy cũng có những nghiên cứu cho thấy cần sa có tác dụng tốt với việc chữa bênh ung thư. Do đó có thể coi cần sa như một con dao hai lưỡi, cần được cơ sở y tế hướng dẫn sử dụng cẩn thận

#### Ảnh hưởng đến Hệ miễn dịch
Cần sa làm phá hủy và ức chế sự sản sinh tế bào T, tế bào chính để chống nhiễm trùng, đưa đến suy yếu sự miễn dịch của cơ thể.

#### Ảnh hưởng đến tim và hệ tuần hoàn
Ảnh hưởng của cần sa vào người cao tuổi, người có bệnh tim mạch, cao huyết áp, bệnh mạch máu não rất đáng quan tâm. Cần sa làm tăng nhịp tim đập, tăng máu rời khỏi tim, thay đổi huyết áp, giảm dưỡng khí cho mạch máu tim, tất cả đều đưa tới hậu quả không tốt. Tháng 2 năm 2000, American Heart Association đã đưa ra một kết luận là hút cần sa có thể gây ra cơn kích tim (heart attack) ở người có trái tim không được mạnh: nửa giờ sau khi hút, cơn kích tim xảy ra bốn lần nhiều hơn là không hút.

### Ảnh hưởng đến sức khỏe răng miệng[104]
Sử dụng cần sa đặc biệt là hút marijuana có khả năng làm giảm chất lượng sức khỏe răng miệng. Đối với người sử dụng cần sa thường xuyên, có nhiều yếu tố kết hợp làm phức tạp bệnh căn như sử dụng đồng thời thuốc lá, rượu, thuốc gây nghiện khác, vệ sinh răng miệng kém và không khám răng miệng định kỳ. Ngoài ra, cũng có thể bị khô miệng. Hơn nữa, chất hướng thần kinh chính - THC tạo cảm giác ngon miệng dẫn đến tiêu thụ nhiều thức ăn dễ gây sâu răng. Người hút cần sa thường xuyên có nguy cơ sâu răng cao hơn đáng kể so với người không sử dụng, đặc biệt sâu răng trên mặt láng – vị trí thông thường vốn dễ vệ sinh.
Bạch phù phổ biến ở người hút cần sa hơn người không hút nhưng căn nguyên chưa rõ ràng là do cần sa hay các chất kích thích trong khói cần sa mà người sử dụng hít vào qua đường miệng. Hút marijuana liên quan đến phì đại nướu răng, hồng sản và viêm niêm mạc miệng mạn tính kèm tăng sừng và bạch sản còn gọi là "viêm miệng do cần sa", có thể phát triển thành bướu ác tính. Theo báo cáo, hút đồng thời thuốc lá và cần sa làm tăng nguy cơ ung thư vùng miệng và cổ do tác dụng hiệp đồng của chúng. Nguy cơ và mức độ nguy hiểm của ung thư liên quan đến hút cần sa chủ yếu ở người trẻ (<50 tuổi). Tác dụng ức chế miễn dịch của cần sa, đặc biệt liên quan đến virus gây u nhú ở người (human papillomavirus - HPV), góp phần làm tăng nguy cơ ung thư. Tuy nhiên, một số nghiên cứu khác cho rằng không có sự liên quan giữa hút cần sa và ung thư vùng đầu cổ.
Tác dụng ức chế miễn dịch của cần sa có khả năng góp phần tăng tỷ lệ nhiễm nấm Candida vùng miệng ở người hút so với người không hút. Theo giả thuyết, thành phần hydrocarbon trong cần sa cung cấp nguồn năng lượng cho nấm Candida albicans làm tăng sự hiện diện và mật độ các khúm vi nấm. Ngoài ra, nhìn chung, vệ sinh răng miệng kém thúc đẩy nấm Candida xâm nhập. Nghiên cứu gần đây chỉ ra hệ vi sinh vật sống có thể truyền từ cần sa bị nhiễm làm trầm trọng thêm mầm bệnh trong môi trường miệng.
Một số nghiên cứu gợi ý mối liên hệ trực tiếp giữa hút cần sa và bệnh nha chu bao gồm tổng quan thệ thống năm 2019 và tổng quan bằng chứng nhanh năm 2020. Những nghiên cứu gần đây đã kiểm chứng mối quan hệ giữa viêm nha chu và tần suất sử dụng cần sa, có hiệu chỉnh các yếu tố gây nhiễu như hút thuốc lá, sử dụng thức uống có cồn, tình trạng xã hội và các vấn đề sức khỏe khác. Tỷ lệ viêm nha chu cao hơn đáng kể ở người hút cần sa thường xuyên so với người không hút, với số vị trí có túi nha chu sâu ≥4 mm và mất bám dính cao hơn có ý nghĩa. Hơn nữa, viêm nha chu trên người hút cần sa có thể xảy ra ở độ tuổi trẻ hơn so với dân số bị viêm nha chu mạn nói chung. Tuy nhiên, một nghiên cứu trên đối tượng vị thành niên ở Chi Lê không tìm thấy mối liên quan giữa tần suất sử dụng cần sa và bệnh nha chu nhưng nếu sử dụng lâu dài có khả năng dẫn đến bệnh nha chu ở giai đoạn tuổi lớn hơn. Trong một thử nghiệm quan trắc mô học, những con chuột hít cần sa mất xương ổ răng đáng kể do viêm nha chu, mặc dù nghiên cứu chỉ ra một số cannabinoids cụ thể như cannabidiol không hướng thần kinh (CBD) có khả năng ngăn ngừa mất xương.

## Những nhận định khác
- Theo tiến sĩ Nguyễn Mạnh Hùng – Giám đốc Bệnh viện Tâm thần ban ngày Mai Hương, cần sa có những tác động gây ảo giác khác nhau với mỗi người. Chứng hoang tưởng thường gặp ở giới nghiện cần sa là họ cho rằng có một hoặc nhiều người đang theo dõi, tìm cách làm hại mình, những người xung quanh đang giễu cợt, coi thường hoặc dò xét mình với ý đồ xấu.[105]
- Bác sĩ trị bệnh cho Lý Tiểu Long ở Hong Kong, Donald Langford, cho là Lý Tiểu Long đã chết chủ yếu vì đã nhai chất cần sa.[106] Nhân việc này, bác sĩ Peter Wu, bác sĩ chuyên về thần kinh, người đã chữa cho Lý Tiểu Long khi anh ta bị động kinh lần đầu vào tháng 5 năm 1973, cho biết, ở Nepal có nhiều vấn để liên quan đến hệ thần kinh khi họ dùng cần sa, đặc biệt làm cho não sưng lên (cerebral edema)." Một thí nghiệm với chuột tại Universitat Pompeu Fabra ở Barcelona đưa đến kết luận là dùng cần sa lâu dài có thể bị viêm não mà dẫn tới những vấn đề trong việc hoạt động cơ thể và việc học hành.[107]

## Luật pháp

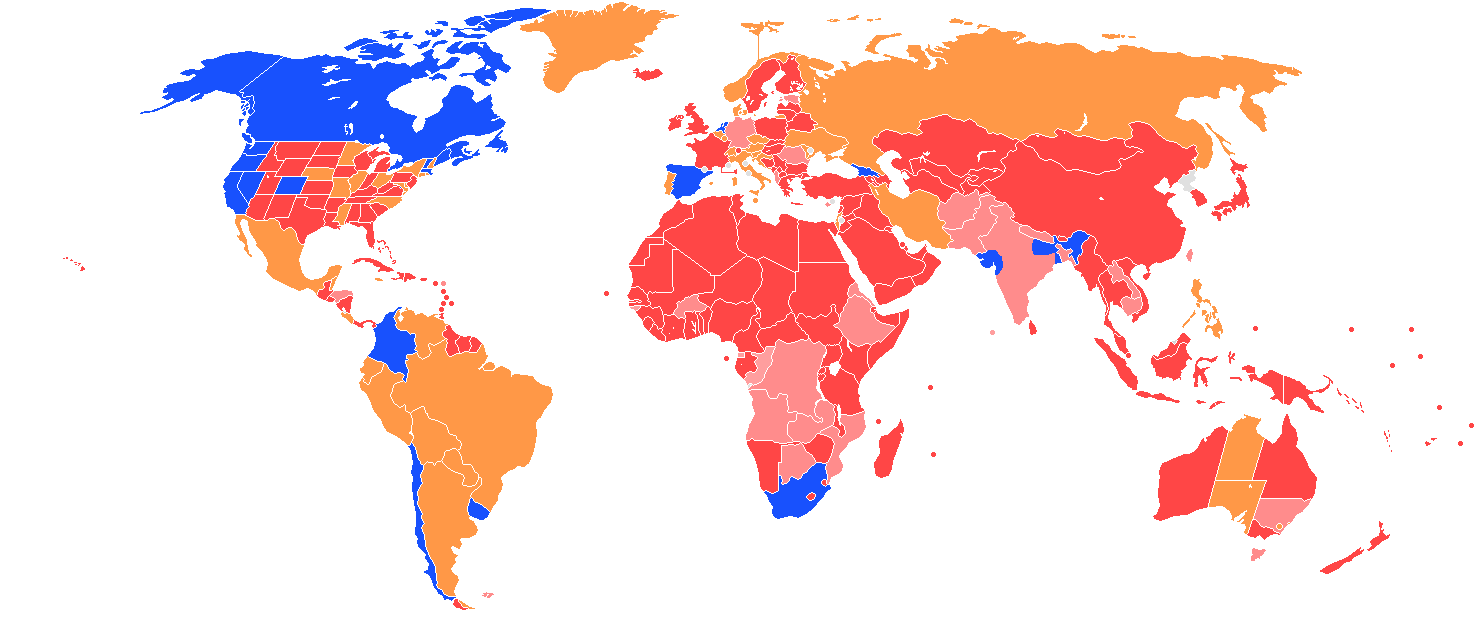
Những nơi sử dụng cần sa là hợp pháp được tô màu xanh

### Châu Âu
Năm 2015, thẩm phán thiếu niên Andreas Müller phán đoán rằng trong vòng 4 năm nữa (tức năm 2019), việc tiêu thụ hút cần sa ở Đức sẽ không còn là bất hợp pháp, và phê bình việc 40 năm nay nửa triệu người đã bị bỏ tù vì hút cần sa, thường là giới trẻ, và như vậy nhiều cuộc sống và gia đình bị cách ly một cách không cần thiết. Tuy nhiên đã qua 5 năm (hết năm 2020), việc hút cần sa vẫn là bất hợp pháp tại Đức.

### Châu Phi
Vào tháng 9 năm 2018, Nam Phi là nước châu Phi đầu tiên, và cho đến nay là duy nhất, cho phép dùng cần sa như chất kích thích (tuy nhiên việc bán, tặng cần sa cho người khác thì vẫn là bất hợp pháp)

### Hoa Kỳ
Tại 4 tiểu bang Colorado, Washington, Alaska và Oregon, mua bán cần sa là hợp pháp cả về dùng trị bệnh lẫn để hút như chất kích thích; Washington DC không còn coi việc hút cần sa là bất hợp pháp nhưng vẫn cấm bán. 23 bang và vùng Columbia đã thông qua luật được dùng cần sa nhưng chỉ để chữa bệnh, và 14 tiểu bang khác đã có những luật lệ để giảm vấn đề trừng phạt liên hệ tới Marijuana., chỉ phạt những người sử dụng bằng cách tịch thu hay phạt. Mục đích là để những người vi phạm nhẹ như chỉ có sở hữu một số lượng nhỏ không phải vô tù.

### Việt Nam
Tại Việt Nam cấm việc sử dụng cần sa và các chế phẩm, tuy nhiên một số cơ quan có thẩm quyền được phép sử dụng trong các hoạt động chuyên môn (theo nghị định số 82/2013/NĐ-CP). Tội hình sự sử dụng trái phép chất ma túy (trong đó có cần sa) từng được quy định tại điều 199, BLHS 1999, tuy nhiên sau đó được bãi bỏ trong BLHS 2009 và không có quy định trong BLHS 2015. (thay vào đó, người sử dụng ma túy sẽ bị phạt hành chính và/hoặc đưa vào trung tâm cai nghiện). Người vận chuyển, mua bán cần sa thì sẽ bị xử lý hình sự theo quy định về tội vận chuyển, mua bán chất ma túy

## Hình ảnh

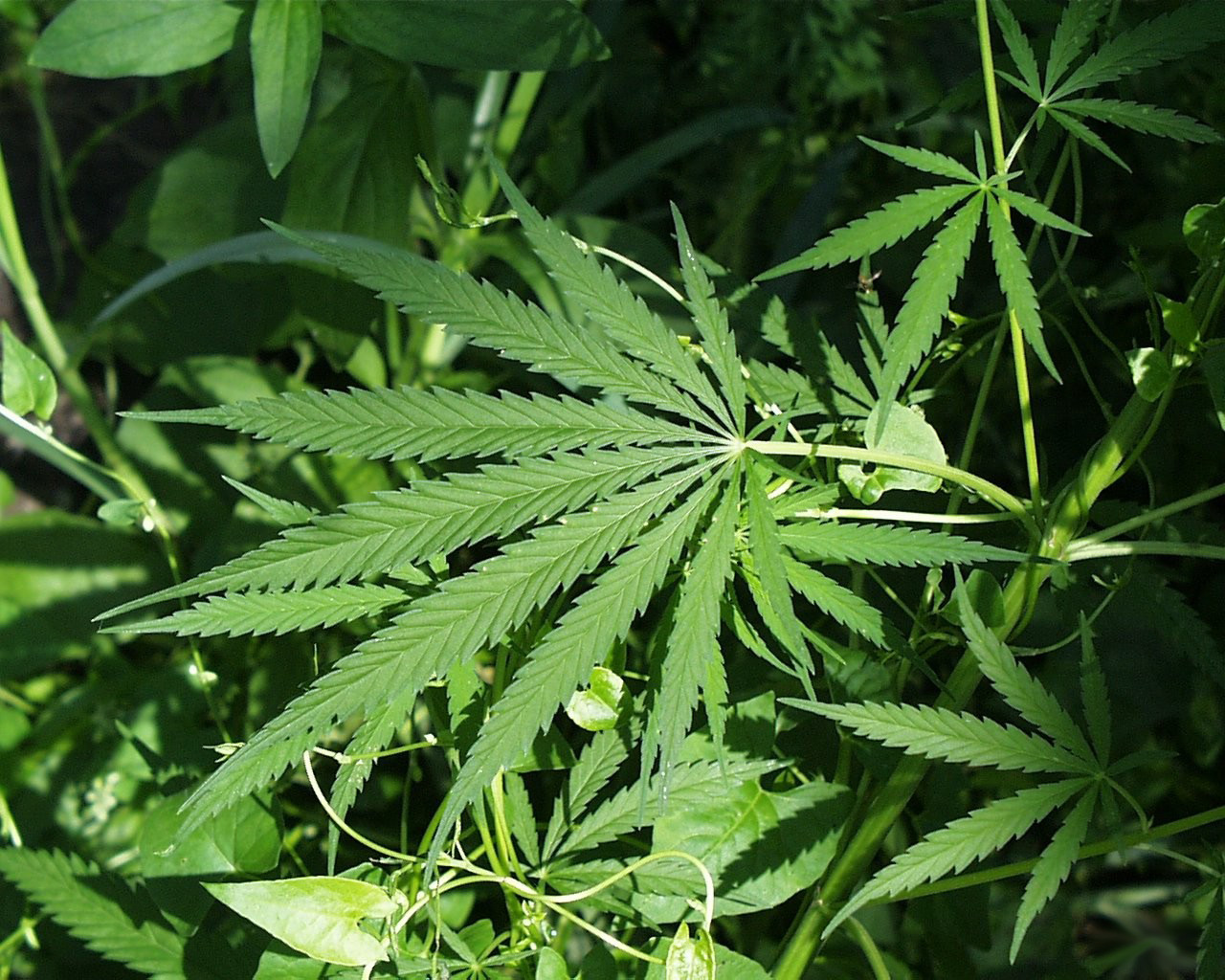
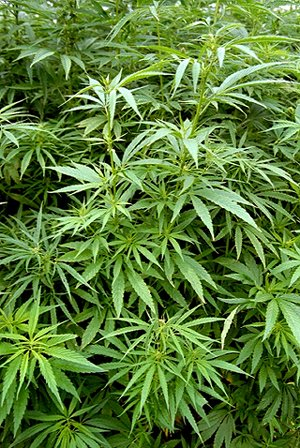
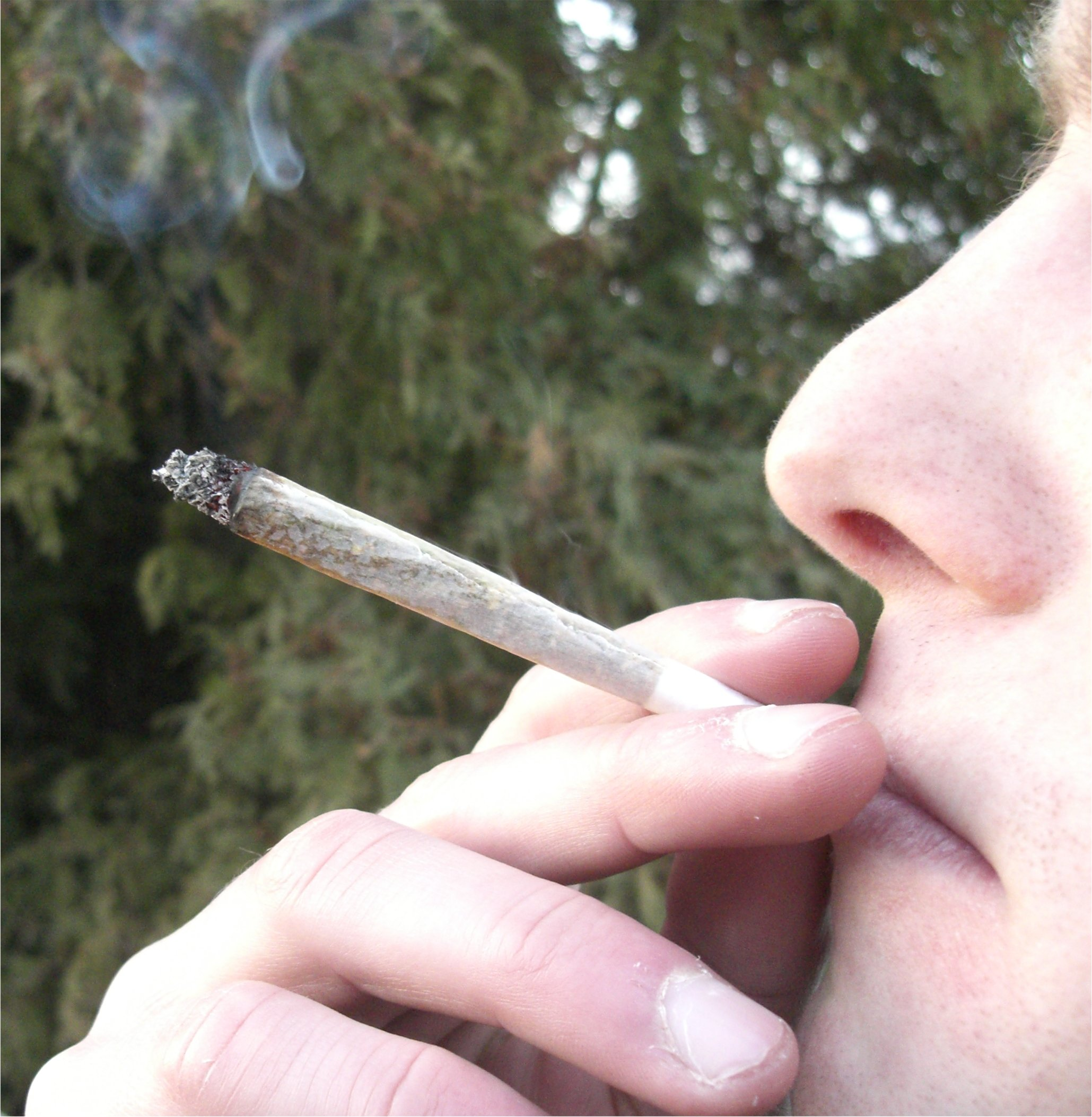
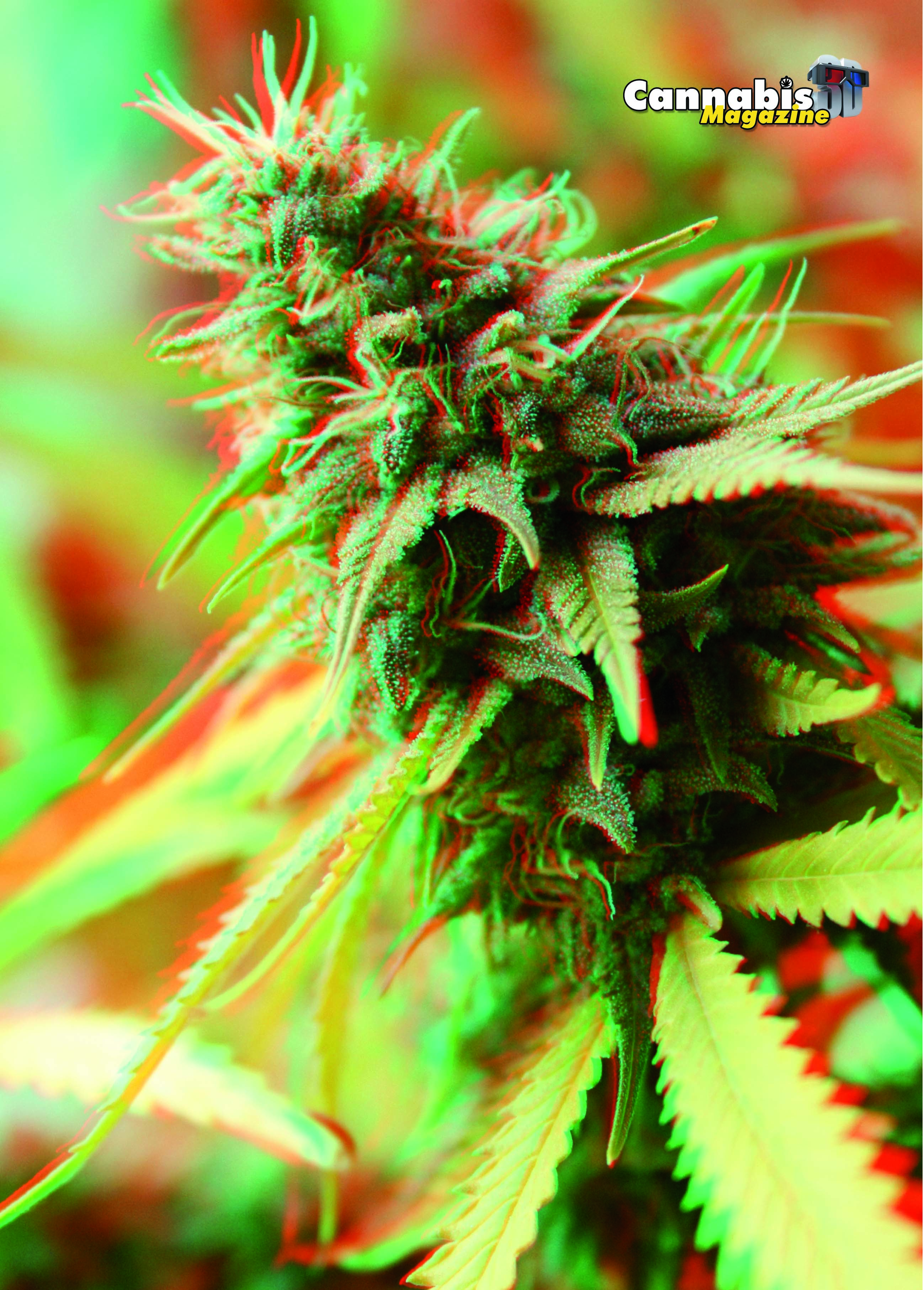